# Basse-Pointe
Basse-Pointe ist eine französische Gemeinde in Martinique. Sie liegt bei der Bergkette Montagne Pelée und grenzt an Macouba, L’Ajoupa-Bouillon, Le Lorrain und den Atlantischen Ozean. Die Bewohner nennen sich Pointois bzw. Pointoises.

## Geschichte
1848 ließen sich Migranten aus Indien am späteren Standort von Basse-Pointe nieder. Heute ist die Ortschaft bekannt für die lokale Landwirtschaft, insbesondere für den Anbau von Bananen.
| Jahr      | 1961 | 1967 | 1974 | 1982 | 1990 | 1999 | 2008 | 2013 | 2018 |
| --------- | ---- | ---- | ---- | ---- | ---- | ---- | ---- | ---- | ---- |
| Einwohner | 4360 | 4562 | 4359 | 4201 | 4432 | 4183 | 3804 | 3565 | 2923 |

## Nachweise

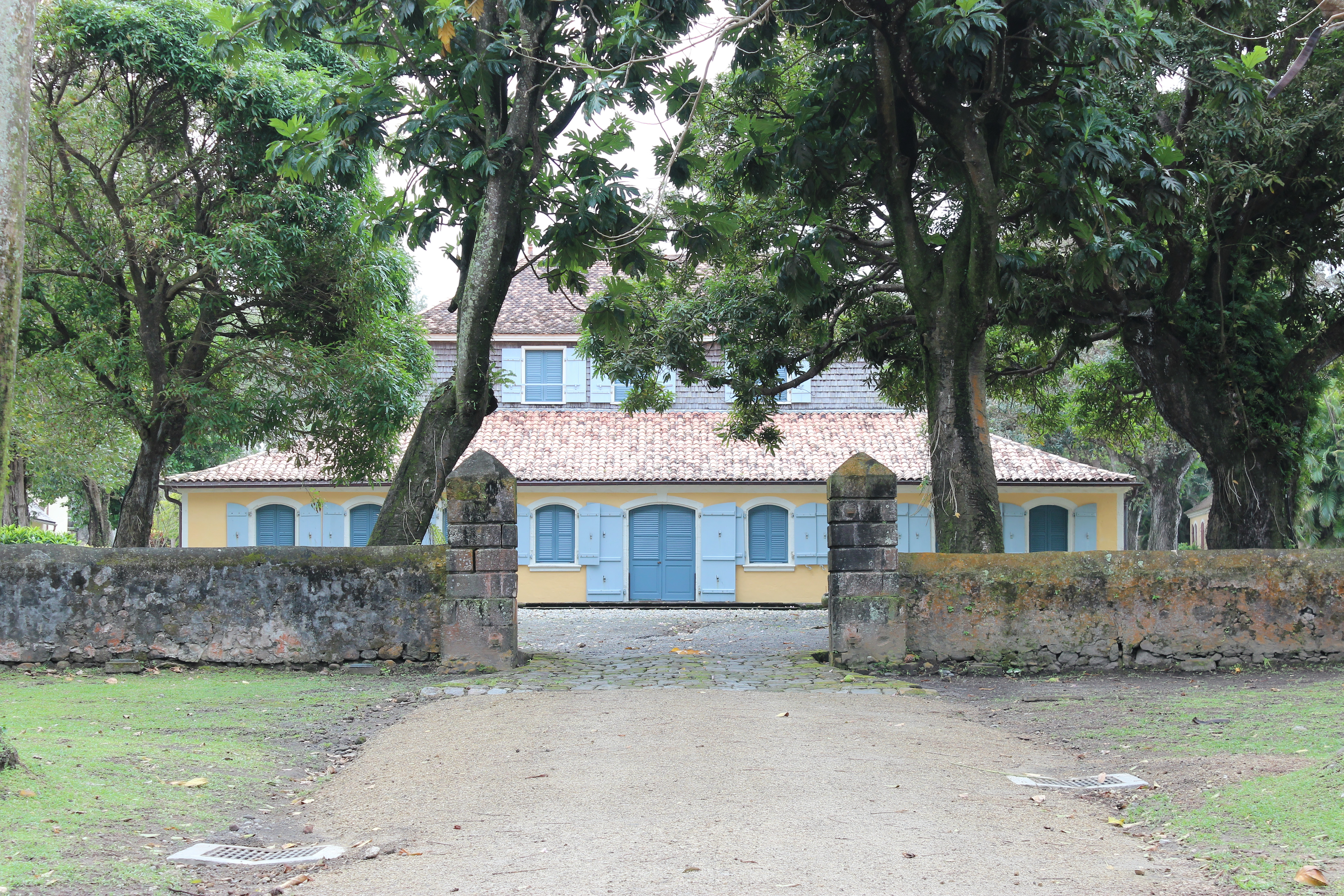
Liegenschaft „Habitation Pécoul“, Wohnhaus einer Zuckerfabrik (Monument historique)

1. ↑  INSEE: Dossier completCommune de Basse-Pointe (97203)